# Nigel Waterson
Nigel Christopher Waterson (né le 12 octobre 1950) est un homme politique britannique. Il est député conservateur d'Eastbourne de 1992 à 2010. Waterson est un ministre junior du gouvernement de John Major. Il est président de l'Equity Release Council depuis 2012. Waterson est aussi président du conseil paroissial de Dunsfold.

## Jeunesse
Il fréquente la Leeds Grammar School et au Queen's College d'Oxford où il étudie le droit et obtient un BA en 1971. Il devient avocat et fonde le cabinet Waterson Hicks. De 1974 à 1978, il est conseiller au conseil d'arrondissement de Hammersmith et Fulham.

## Carrière parlementaire
Il se présente à Islington Sud et Finsbury en 1979.
Waterson est le ministre fantôme des retraites et le porte-parole conservateur pour les personnes âgées. Il est le mécène de nombreuses œuvres caritatives locales, notamment le président du Eastbourne Constitutional Club et le vice-président d'Age Concern - Eastbourne. Lors de l'élection à la direction du Parti conservateur en 2005, il soutient Ken Clarke comme chef avant que Clarke ne perde au tour préliminaire.
Waterson perd son siège au profit du libéral-démocrate Stephen Lloyd lors des élections générales de 2010. Cela fait suite au scandale des dépenses parlementaires, sur lequel Lloyd a fait sa  campagne. Après les élections, Waterson poursuit Lloyd pour diffamation à cause de ces déclarations. Waterson perd cette affaire en appel en 2013, après avoir remporté le procès initial devant la Haute Cour en 2011.

## Vie privée
Waterson épouse Barbara Judge en 1999. Ses deux précédents mariages se sont terminés par un divorce, et il a un fils et une fille. 